# (33980) 2000 NW21
2000 NW21 (asteroide 33980) é um asteroide da cintura principal. Possui uma excentricidade de 0.21912470 e uma inclinação de 1.67915º.
Este asteroide foi descoberto no dia 7 de julho de 2000 por LINEAR em Socorro.